# Alfredo Pizzo Greco
Alfredo Pizzo Greco (Palermo, 1º agosto 1942 – Suisio, 30 dicembre 2013) è stato un artista italiano.

## Biografia
Nasce a Palermo nel 1942, e si trasferisce a Milano nel 1945. Qui cresce e frequenta l'Accademia di Brera ove si forma sotto la guida del suo Maestro: il pittore Usellini.
Lucio Fontana e Giò Ponti sono i suoi promotori, unitamente alla Galleria Minima Toninelli, alla Galleria Del Milione, alla Galleria Grossetti, alla Galleria Cadario, alla Galleria Monte Napoleone, alla Galleria Vismara , e altre.
Nel 1965 è docente di Discipline Plastiche presso il Liceo Artistico Barabino di Genova e, contestualmente, apre a Milano in Via Melone (via Brera) uno studio di Industrial Design destinato alla progettazione di settore, fondando e depositando il marchio “Ind’Art-Design” con il quale dà vita a opere e collezioni prodotte da : Zanotta, Gabbianelli, Gavina, Poltronova, Acerbis, Bonacina ed altri.  Da qui, oltre all’attività artistica, aprire nel suo atelier un settore di ricerca e studio per i materiali applicati all’industria dei complementi di arredo e della luce, progettando e realizzando inoltre, spazi pubblici e abitazioni private. 
Nel 1980 da Via Dante, in Milano, trasferisce i suoi laboratori e gli spazi espositivi a Suisio (Bg)  fondando un’Accademia dell’Arte e dello Spettacolo, spostandosi frequentemente a Los Angeles (USA) nel suo atelier, dove ha operato dal 1989 con mostre personali, per le quali si ricordano le presentazioni di Giuseppe Panza di Biumo e di Rossana Bossaglia.
Viene nominato "Ambasciatore per la Pace nel Mondo”, conferitogli nel 1989 dalla città di Hiroshima (Giappone), dove presiede il Forum internazionale  “ La Civiltà dell'Abitare : incontro tra Arte e Progetto” , esponendosi anche con la performance,  in azione col fuoco: “incontro tra Oriente e Occidente”.
Tra gli altri riconoscimenti internazionali, ricordiamo il prestigioso premio della Pollock e Krasner Fondation in New York dell’anno 2005.
Muore a Suisio il 30 dicembre 2013.